# Jenny Rosenthal Bramley
Jenny Rosenthal Bramley (Moscou, Rússia, 31 de juliol de 1909 - Lancaster, Pennsilvània, 26 de maig de 1997) va ser una física nascuda a Rússia, famosa per ser la primera dona a rebre un doctorat en física per l'American Institute i la segona dona escollida com a becaria de l'IEEE. Té diverses patents en electroluminescència i electroòptica i ha estat reconeguda per l'IEEE com "coneguda pel seu treball pioner en làsers".

## Biografia
Nascuda el 31 de juliol de 1909 a Moscou, Rússia, el seu nom original era Jennie Rosenthal. Els seus pares eren de Lituània, i ella i la seva família van abandonar Rússia com a part de l'intercanvi d'ostatges lituano-soviètic. Va cursar el batxillerat a Berlín i l'any 1926, amb 16 anys, es va llicenciar a la Universitat de París.
Parlava amb fluïdesa l'anglès, el rus, el francès i l'alemany i havia utilitzat les seves habilitats de traducció diverses vegades en conferències professionals i havia traduït articles tècnics.
El 1927, amb 19 anys, va rebre el seu màster a la Universitat de Nova York i el seu doctorat el 1929. Bramley és la primera dona a obtenir un doctorat en física en una institució nord-americana, van afirmar els funcionaris de la universitat.
Bramley va conèixer el seu marit, Arthur Bramley, mentre treballava com a física als Estats Units, al Laboratori d'Enginyeria del Cos de Senyals de l'Exèrcit a Belmar, Nova Jersey. Jenny Rosenthal va morir a Lancaster, Pennsylvania el 26 de maig de 1997 a l'edat de 87 anys.

## Trajectòria
Després de graduar-se a la Universitat de Nova York, Bramley va realitzar investigacions a la Universitat Johns Hopkins i a la Universitat de Michigan abans d'ensenyar al Brooklyn College i la Universitat de Nova York.
Bramley, juntament amb Gregory Bright, van ser els primers a calcular l'efecte d'una càrrega nuclear estesa sobre les transicions ultrafines i els desplaçaments isotòpics, anomenada correcció Bright-Rosenthal. Ha contribuït a moltes altres àrees, inclosa l'aplicació de l'electroluminescència en pantalles d'estat sòlid i dispositius de memòria i el desenvolupament de làsers d'alta eficiència. Bramley també va inventar tècniques de codificació per descodificar la informació pictòrica que es van utilitzar més tard a la investigació d'estudis classificats.
Durant la Segona Guerra Mundial, Bramley va dur a terme una investigació secreta que no es va poder fer pública en aquell moment. A la dècada de 1950, va treballar a la Universitat de Monmouth com a president del departament de matemàtiques.

## Premis i honors
- Beca de recerca Sarah Berliner de l'Associació Estatunidenca de Dones Universitàries
- Beca de l'American Physical Society
- Membre de l'Institut d'Enginyers Elèctrics i Electrònics
- Premi Wise Lifetime Achievement 1985 per ser «la científica més destacada en el govern federal» del Comitè Interinstitucional sobre la Dona en la Ciència i l'Enginyeria[11]
- Membre de l'Acadèmia de Ciències de Washington